# 談話節目

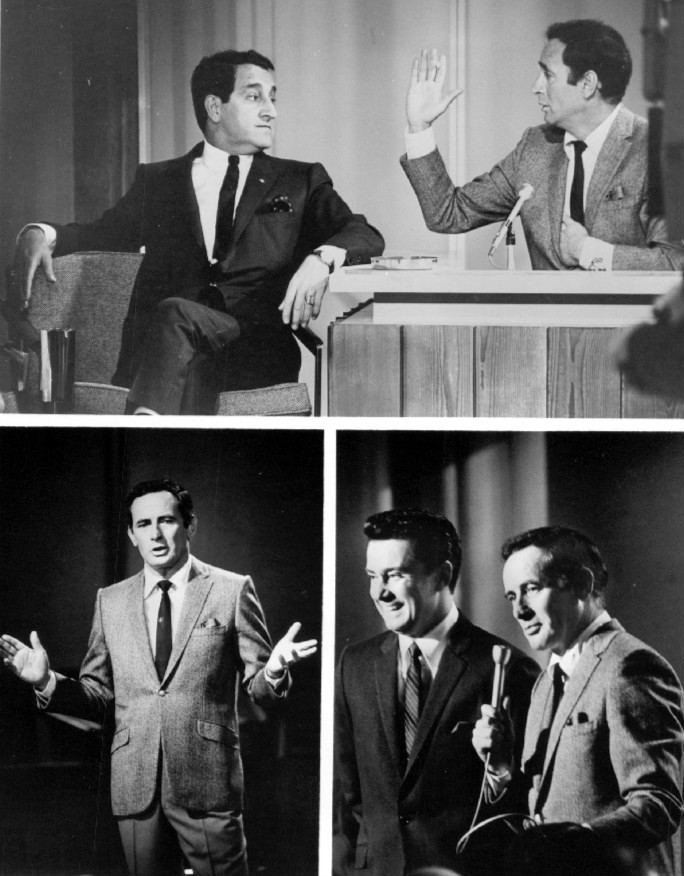
1967年的Joey Bishop脫口秀

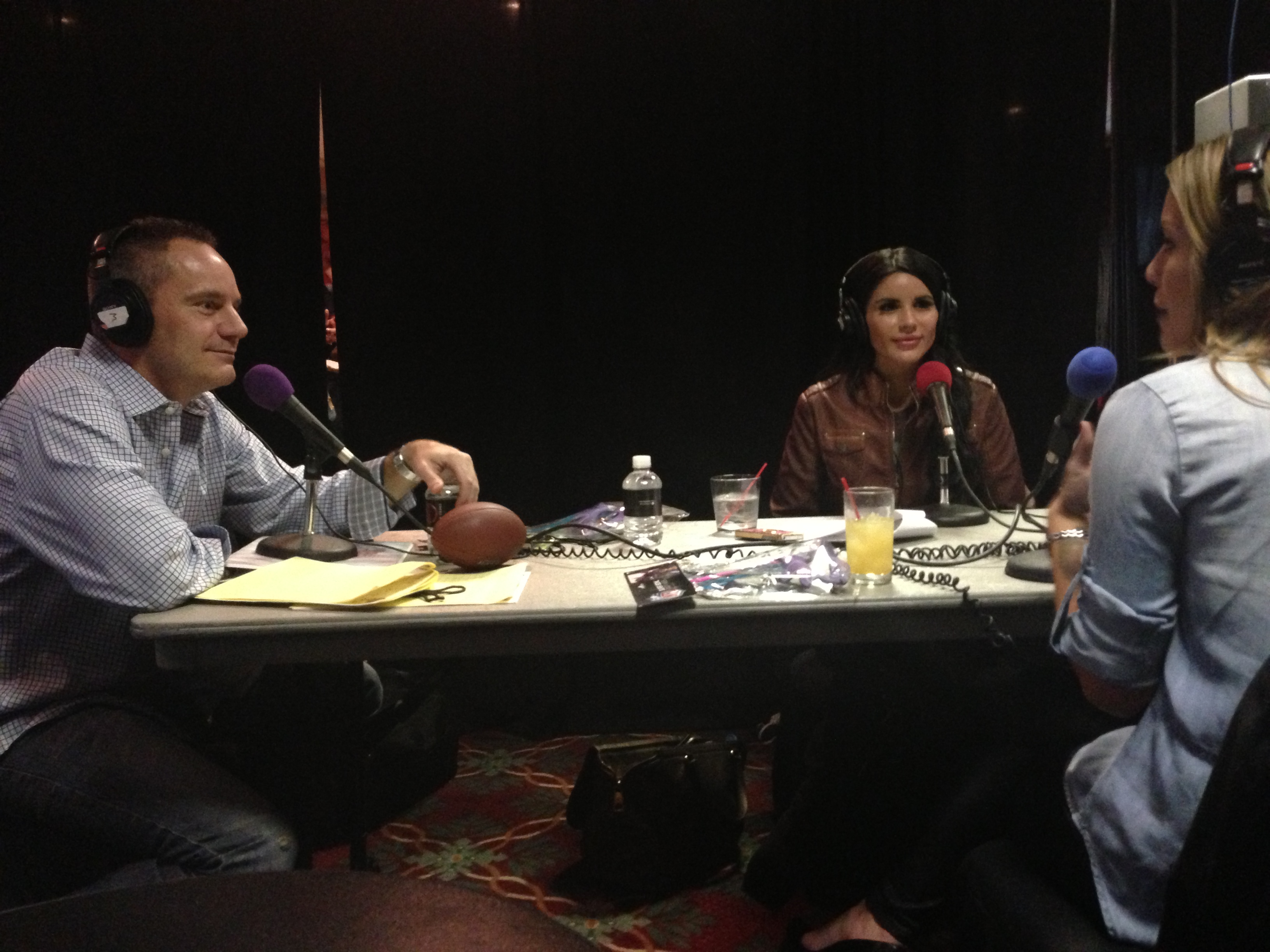
廣播的脱口秀

清談節目（英語：Talk Show），亦稱為脱口秀（英文之音譯外來語），是指一种观众聚集在一起讨论主持人提出的话题的广播或电视节目。一般脱口秀都有一列嘉宾席，通常由有学问的或者对那档节目的特定问题有特殊经验的人组成。
从各大都市的地方电台到国家联合广播脱口秀例如《拉什·林堡秀》，各种政治脱口秀在美国非常常见。然而脫口秀這個名詞，目前在台灣與中國大陸通常是代表獨角喜劇、站立喜劇。

## 歷史
清談節目在电视上的播出，源于电视时代早期。脱口秀可以根据不同播出时间分为两大部分，日间清談節目以及夜间清談節目，这两种脱口秀聚焦的主题也不同。
深夜清談節目包括《今夜秀》（台灣舊譯《午夜漫談》）和《大卫深夜秀》等已经播出了几十年，以名人嘉宾和幽默小品为其主要特征。电视新闻先驱爱德华·摩洛曾于1950年代晚期主持了《小世界》（Small World），从那时起政治脱口秀主导了星期天早晨的电视节目。
每日联合播出的清談節目包括从家庭导向的《奥普拉·温芙瑞秀》（Oprah Winfrey）以至所謂的「垃圾电视」，如《杰瑞·斯普英哥秀》（台譯《傑瑞史賓格脫口秀》）等众多节目。
在華人世界比較為人所知的有香港無綫電視的《志雲飯局》、《今日VIP》、香港鳳凰衛視的《魯豫有約》、《锵锵三人行》、香港亚洲电视的《龍門陣》、《今夜不设防》、《亚视百人》、香港ViuTV的《晚吹》，以及中國大陸湖南衛視的《天天向上》等。
在臺灣比較為人所知的清談節目有中天綜合台的《康熙來了》、《小燕之夜》、《沈春華Life show》；三立都會台的《國光幫幫忙》等。
随着網際網路的发展，清談節目也以新的方式和媒介出現。中國大陸有的高晓松的《晓说》、罗振宇的《罗辑思维》，臺灣則有曾博恩的《博恩夜夜秀》等。
电视网热衷于清談節目，是因为其总体来说制作费用低廉。然而，其成功与否，很大程度上常取决于主持人的个性、主持技巧與魅力；也正是这一点，使主持人成为娛樂圈內的重要角色。

## 延伸閱讀
- Niven, David; Lichter, S. R.; Amundson, Daniel. . The Harvard International Journal of Press/Politics. July 2003, 8 (3): 118–133  [2013-11-03]. doi:10.1177/1081180X03008003007. （原始内容存档于2009-12-20）.

1. ↑  BIOS monthly. .   [2019-04-25]. （原始内容存档于2019-10-28）.